# St. Georg (Oberbalbach)

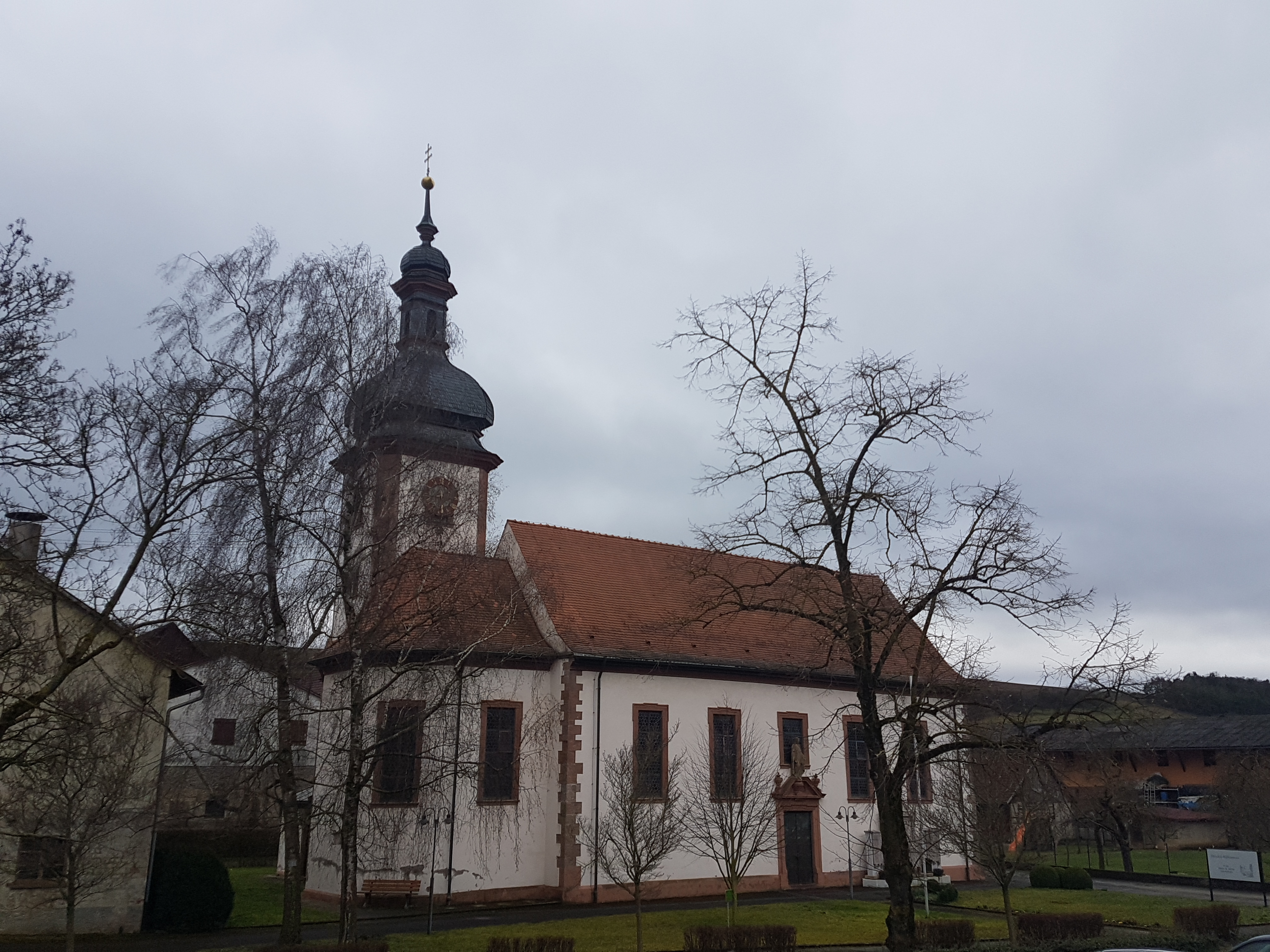
Die Kirche St. Georg in Oberbalbach (2017)

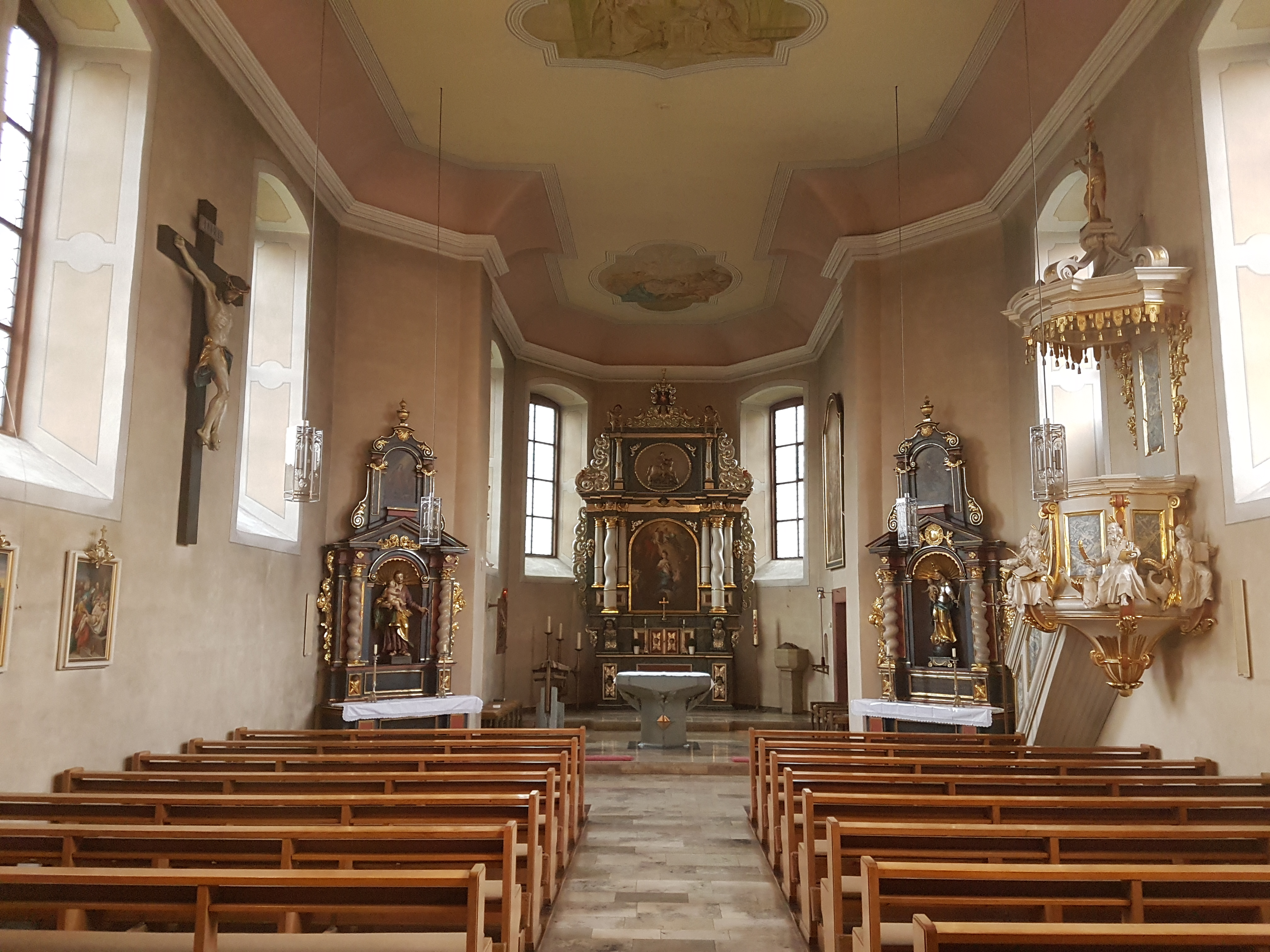
Innenansicht der St.-Georgs-Kirche

Die römisch-katholische Pfarrkirche St. Georg in Oberbalbach, einem Stadtteil von Lauda-Königshofen im Main-Tauber-Kreis, wurde um 1600 errichtet. Sie gehört zur Seelsorgeeinheit Lauda-Königshofen im Dekanat Tauberbischofsheim des Erzbistums Freiburg.

## Geschichte
Ab 1600
Die Kirche war nicht immer römisch-katholisch. Da ab 1550 allmählich in der Grafschaft Hohenlohe die Reformation eingeführt wurde, bekam auch Oberbalbach im Jahr 1555 einen evangelischen Pfarrer. Ab 1596 gehörte die Kirche dem Meistertum Mergentheim des Deutschen Ordens und den Freiherren von Zobel zu Messelhausen, die beide römisch-katholisch waren. Trotzdem blieb die Kirche zunächst evangelisch. Die Lage änderte sich erst wieder 1628, als die evangelischen Fürsten im Dreißigjährigen Krieg besiegt wurden. Bischof Adolf von Würzburg nutzte 1628 die Gelegenheit, um die Kirche und das Dorf Oberbalbach wieder römisch-katholisch zu machen. Während der schwedischen Besatzungszeit musste die Bevölkerung Oberbalbachs nochmals die evangelische Religion annehmen. Mit dem Sieg über Schweden im Dreißigjährigen Krieg 1634 wurden das Dorf und die Kirche endgültig katholisch.
17. und 18. Jahrhundert
Die Kirche wurde um 1600 auf einem trockengelegten Sumpfgebiet gebaut und mit einem Friedhof umgeben. Die Kirche wurde im Dreißigjährigen Krieg verschont, jedoch war sie damals schon in einem sehr schlechten Zustand und wurde 1683 notdürftig renoviert. Trotz den oberflächlichen Renovierungsarbeiten hörte der Verfall nicht auf. Im Jahr 1720 war die Kirche in einem solch schlechten Zustand, dass der Verlauf der Gottesdienste stark beeinträchtigt war und diese teilweise nur noch unter Lebensgefahr gehalten werden konnten. Die Renovierungsanfrage 1723 wurde vom Grundherrn Zobel zu Messelhausen abgelehnt, woraufhin am 15. Mai 1732 das Dach der Kirche einstürzte. Dieses Ereignis führte zu einer weiteren Renovierungsanfrage 1734, die aber erneut abgelehnt wurde. Als 1736 eine Wand einstürzte und einen Mann erschlug, kam die Renovierung schließlich in Gang und der Grundstein zur neuen Kirche wurde 1738 gelegt.
20. Jahrhundert
1935/36 wurde die Kirche umfassend renoviert. Sie erlitt jedoch im Zweiten Weltkrieg erneut Schäden, welche 1951/1952 beseitigt wurden, wobei die neuen Glocken schon ein Jahr davor, 1950, geweiht wurden. Im Jahr 1966 wurden ebenso zahlreiche Sanierungsarbeiten vorgenommen. Unter anderem wurden die Wände neu gestrichen, neue Türen wurden eingebaut und der Boden wurde durch einen neuen Marmorboden ersetzt. Da die Altäre keinen kunsthistorischen Wert hatten, wurden diese durch Renaissance- bzw. Barockstücke ausgetauscht. Es wurde zusätzlich ein neuer Zelebrationsaltar hinzugefügt, ein Marmoraltar mit farbiger Holzverkleidung.
Die letzten Renovierungsarbeiten ereigneten sich 1992. Dort wurde der Kirchturm saniert, das Dach isoliert und die Heizungsanlage erneuert. 1994 wurde das alte Deckenfresko wieder freigelegt und 1997 wurde der Chorraum neu ausgestattet. Die Kirche wurde schließlich am 28. September 1997 von Weihbischof Wolfgang Kirchgässner feierlich konsekriert.

## Ausstattung

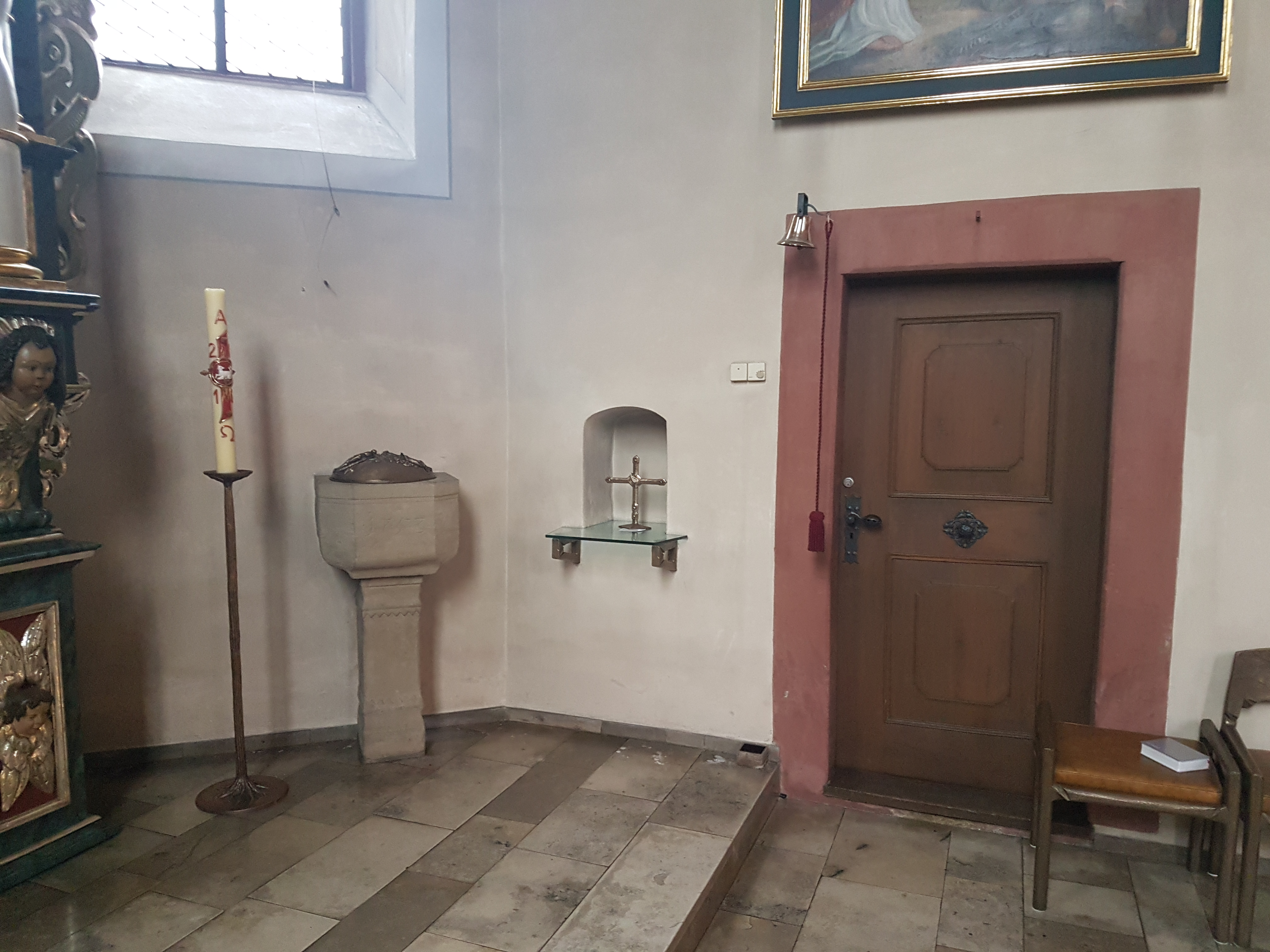
Der Taufstein neben dem Eingang in die Sakristei

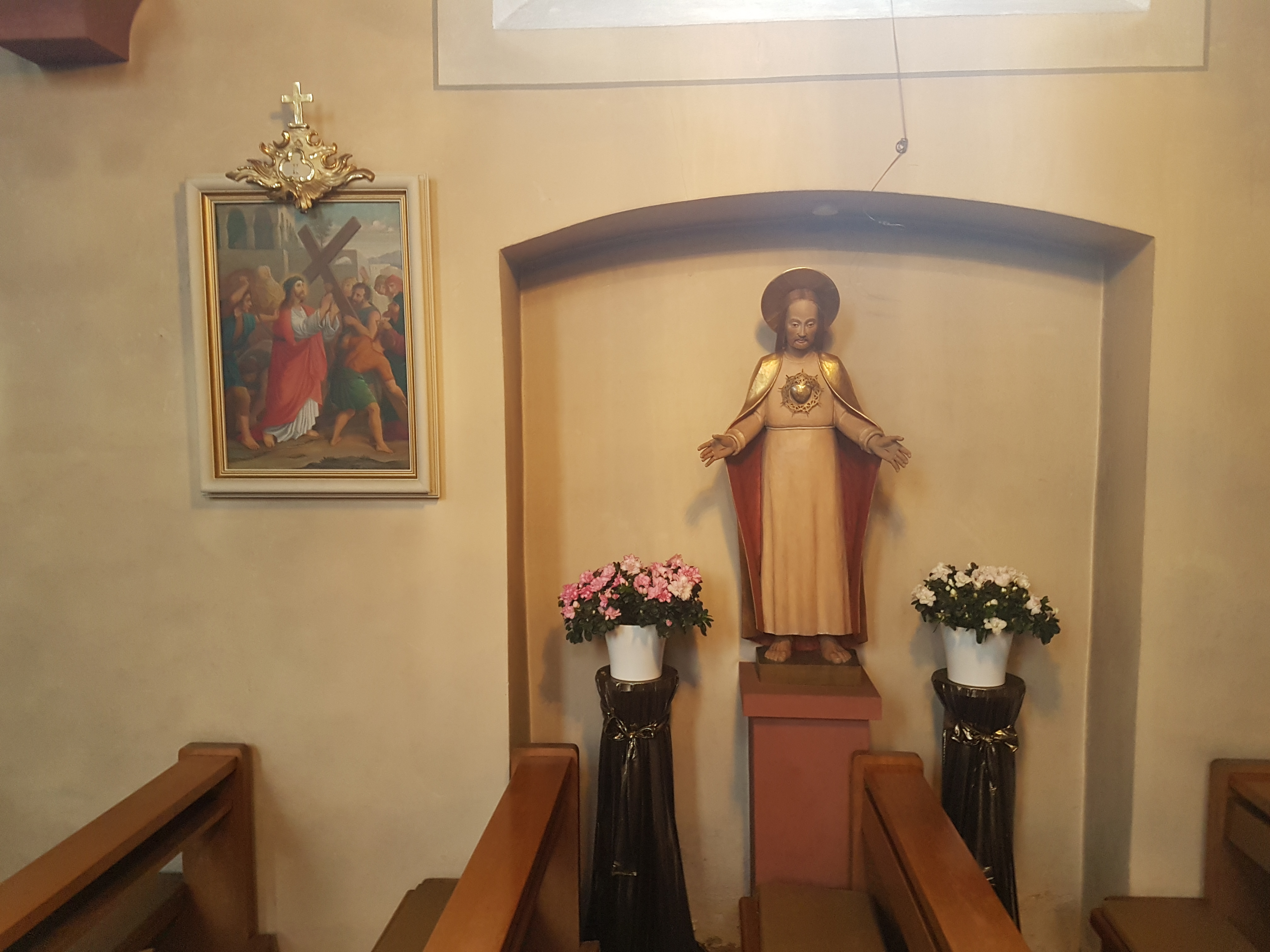
1. Kreuzwegstation und Jesusstatue

Die Kirche besitzt einen Zelebrationsaltar, den Tisch des Brotes, welcher gleichzeitig den Mittelpunkt der Kirche darstellt. Dieser wurde vom Berliner Künstler Paul Brandenburg in den Jahren 1996 und 1997 errichtet. Der Künstler benutzte das christliche Motiv des Lebensbaumes. Die Früchte und Blätter wurden plastisch aus dem Stein gearbeitet, sodass die Sonne durch sie durchscheinen kann. Hier befinden sich ebenfalls die Reliquien der Kirche, die hinter einer Bronzeplatte eingemauert wurden.
Der Ambo ist aus Stein gemeißelt mit einer Buchablage aus Bronze.
Der Taufstein aus gelbem Sandstein stammt aus dem Jahr 1753 und ist somit eines der ältesten Ausstattungsstücke. Im Deckel des Taufsteins sind die Motive des Baums mit der Schlange und des Christus am Kreuz zu sehen.
In der Kirche befinden sich zusätzlich einige Gemälde, darunter ein 270 × 130 Zentimeter großes Ölgemälde, welches das Christuskind und die vierzehn Nothelfer darstellt. Das originelle Kruzifix, an der linken Wand, wurde 1916 geschnitzt und war im Barockstil. Dieses wurde jedoch 1966 durch ein schlichtes, massives Kruzifix aus Holz ersetzt.
An den beiden Seitenwänden befinden sich Gemälde der vierzehn Kreuzwegstationen, die von der Kirche 1998 erworben wurden.
In der Weihnachtszeit ist der linke Seitenaltar durch eine Krippendarstellung ergänzt. Diese ist ebenfalls im barocken Stil und wurde im frühen 20. Jahrhundert gefertigt.